# Pedro Torres Cotarelo
Pedro Torres Cotarelo (Caudete, 30 de diciembre de 1921-ibídem, 2 de noviembre de 2004) fue un pintor español.

## Biografía

### Primeros años
Pedro Torres Cotarelo nació el día 30 de diciembre de 1921 en Caudete (Albacete), hijo de Miguel y de Benita. Ya desde niño llamó la atención su afición por el dibujo y la pintura. A los once años pinta unos decorados para una obra de teatro en la que será la primera de numerosas colaboraciones en la obra de teatro “Los pastores”, que se representa en Caudete por Navidad.
Durante la Guerra Civil comienza a trabajar con el decorador caudetano Manuel Ibáñez, con quien aprendió las técnicas del dibujo al natural sobre escayola y pintura decorativa, incluyendo la técnica del dorado. Tras la guerra intervino como su ayudante en la restauración del altar de la parroquia y del camarín de la Virgen de Gracia.

### Formación académica
En 1944, trabajando ya en solitario, se encarga de la restauración y decoración de la iglesia de San Francisco de Caudete. En 1945 realiza su primera exposición en Caudete con bodegones, paisajes y retratos. Ese mismo año conoce a Carlos Sosa, con quien pasará una temporada en su estudio de Valencia perfeccionando su técnica.
En 1946 se traslada a Madrid para preparar su ingreso en la Facultad de Bellas Artes de San Fernando con el profesor Eugenio Hermoso, superando con éxito los exámenes de acceso en el curso 1947-1948. En esta primera época en la capital colabora con varios decoradores, como José Pan y José Portolés, compaginando estas labores con la decoración de porcelana fina en Industrias Cerámicas Artísticas. En 1948 gana por oposición una beca de la Diputación Provincial de Albacete. En 1950 es seleccionado uno de sus cuadros en una exposición colectiva realizada en el Salón de Exposiciones del Círculo de Bellas Artes en Madrid. Durante esta etapa realiza varios retratos, entre ellos el de la hija del Secretario de la Embajada de Turquía.
En 1950 comienza a trabajar como ayudante de Ramón Stolz Viciano, importante muralista, trabajando en obras como los murales del Salón del Gobierno Civil de Santander, la iglesia de la Inmaculada de Madrid, los murales del Ateneo de Valencia, entre otros.

### Regreso a Caudete
En 1954, terminada la carrera, regresa a su localidad natal, donde instala su estudio. En 1955 presenta su segunda exposición en Caudete. Este mismo año recibe el encargo de decorar el altar del Niño en la Iglesia de Santa Catalina de dicha localidad. En 1956 alterna su trabajo en el estudio con la decoración de monumentos falleros, trabajando con Remigio Mas, Ramón Marco y, posteriormente, con Pedro Soriano en las hogueras de Alicante.
En 1957 realiza su tercera exposición en Caudete, así como diversos trabajos en la iglesia de Santa Catalina de su localidad: la decoración del Camarín de la Virgen y de una de sus vidrieras, así como dos templetes y dos frontales del altar. En 1959 presenta una nueva exposición en su localidad natal, al tiempo que recibe el encargo de pintar los retratos de todos los sacerdotes que han ejercido en la iglesia de Santa Catalina de Caudete, cuadros expuestos actualmente en la sacristía de dicha iglesia. En 1960 restaura las pinturas de la iglesia de Sax y pinta para dicha iglesia un cuadro que representa el martirio de San Sebastián.
En 1962, por encargo de la viuda de Francisco Albalat, conde de San Carlos, realiza ocho murales en la iglesia de San Francisco que representan la vida del santo. En 1963 participa en una exposición colectiva en la Casa de La Mancha de Madrid. En 1964 pinta el ábside de la iglesia de San Gabriel de Alicante. En 1965 es nombrado vicepresidente de la Junta de Gobierno de Pintores de ANSBA (Agrupación Nacional de Bellas Artes).
En 1966 realiza el mural del Bautismo en la iglesia de Santa Catalina de Caudete, así como el diseño de las rejas que cierran la pila bautismal. Entre 1968 y 1969 pinta para la galería de presidentes de la Diputación de Alicante ocho retratos de presidentes de dicha institución.

### Docencia
En 1969, inicia su labor como docente en el Instituto de Caudete como profesor de dibujo, puesto que ocupará hasta 1971 cuando se traslada al instituto de Villena. En 1975 se traslada con su familia a Alicante e imparte clases de dibujo en la Escuela de Artes y Oficios de Orihuela, actividad que alterna con diversos encargos particulares y con la decoración de hogueras. En 1980 realiza una exposición en el Aula de Cultura “Antonio Ramos Carratalá” de Caudete.
En 1981 realiza una exposición colectiva en la Sala del Colegio de Farmacéuticos de Alicante junto a Gastón Castelló y Baeza. Ese mismo año inaugura con una exposición individual la Sala Dulcinea en la Albufereta de Alicante. En 1983 participa en una exposición colectiva en el Casino de Orihuela. En 1984 imparte el curso “Iniciación al dibujo”, en Orihuela. En 1985 participa en el homenaje a los poetas Antonio Machado, García Lorca y Miguel Hernández realizando un mural en la fachada de la antigua cárcel de Alicante.

### Jubilación y últimos años
En 1986 se jubila como profesor, dedicándose plenamente a sus trabajos artísticos. En 1986 reproduce el cuadro del siglo XV de San Roque que preside el camarín de su ermita en Callosa de Segura donde es el Patrón.En 1987 participa como jurado en los premio de la F.I.C.I.A en Elda y en Alfaz del Pi. En 1988 se traslada a su localidad natal, Caudete, donde instala definitivamente su estudio. En 1992 realiza el mural Contemplación para la iglesia de San Gabriel de Alicante, al mismo tiempo que realiza una nueva exposición en su localidad natal. Entre 1994 y 1996 realiza diversas exposiciones en Albacete (en la que hace la presentación el conocido poeta albaceteño Juan José García Carbonell), Yecla y Orihuela.
En 1998, ya con setenta y siete años de edad, realiza la decoración del altar de la Purísima en la iglesia de San Gabriel de Alicante, último trabajo de envergadura, aunque continuará realizando retratos y paisajes de su localidad natal. El 6 de noviembre de 2003 el Ayuntamiento de Caudete toma el acuerdo de dar su nombre a una de las calles de la localidad.
Pedro Torres Cotarelo muere el 2 de noviembre de 2004 en su casa-estudio de Caudete. El funeral fue oficiado en la iglesia de San Francisco de Caudete, presidido por una de sus obras más queridas: los murales que realizó sobre la vida de San Francisco de Asís en 1962.
- Datos: Q6070262